# Oberonia ledermannii
Oberonia ledermannii är en orkidéart som beskrevs av Rudolf Schlechter. Oberonia ledermannii ingår i släktet Oberonia och familjen orkidéer. Inga underarter finns listade i Catalogue of Life.